# Colne Valley Railway

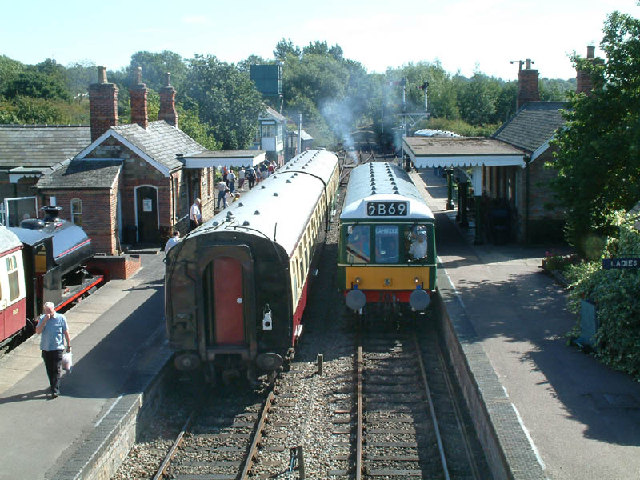
Castle Hedingham

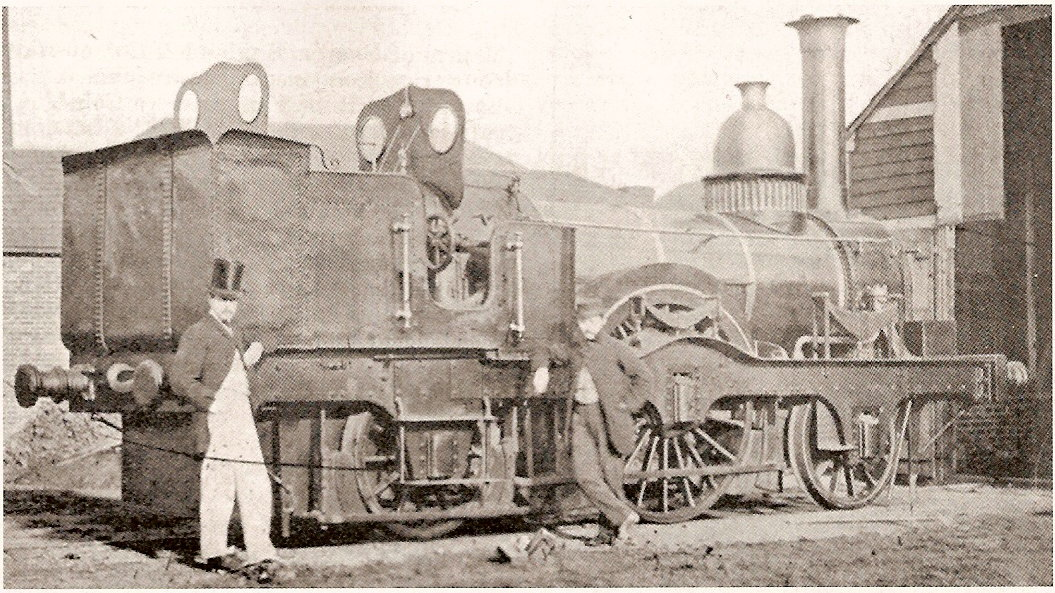
Eine Dampflokomotive 2-2-2WT der „Colne Valley and Halstead Railway“ in Halstead

Die Colne Valley Railway ist eine Museumsbahn in Castle Hedingham in der Nähe von Halstead in Essex, England. Die Bahn besteht aus einer 0,8 km langen Bahnstrecke mit vollständig rekonstruiertem Bahnhof, Stellwerk und Bahnhofsgelände.
Der Bahnhof war Teil der ehemaligen Colne Valley and Halstead Railways, die zwischen dem April 1860 und Mai 1863 gebaut wurde. Die Personenbeförderung wurde im Dezember 1961 eingestellt, 1965 endete auch der Güterverkehr, und die Linie wurde ein Jahr später abgerissen.

## Museumsbahn und Dampflokbetrieb

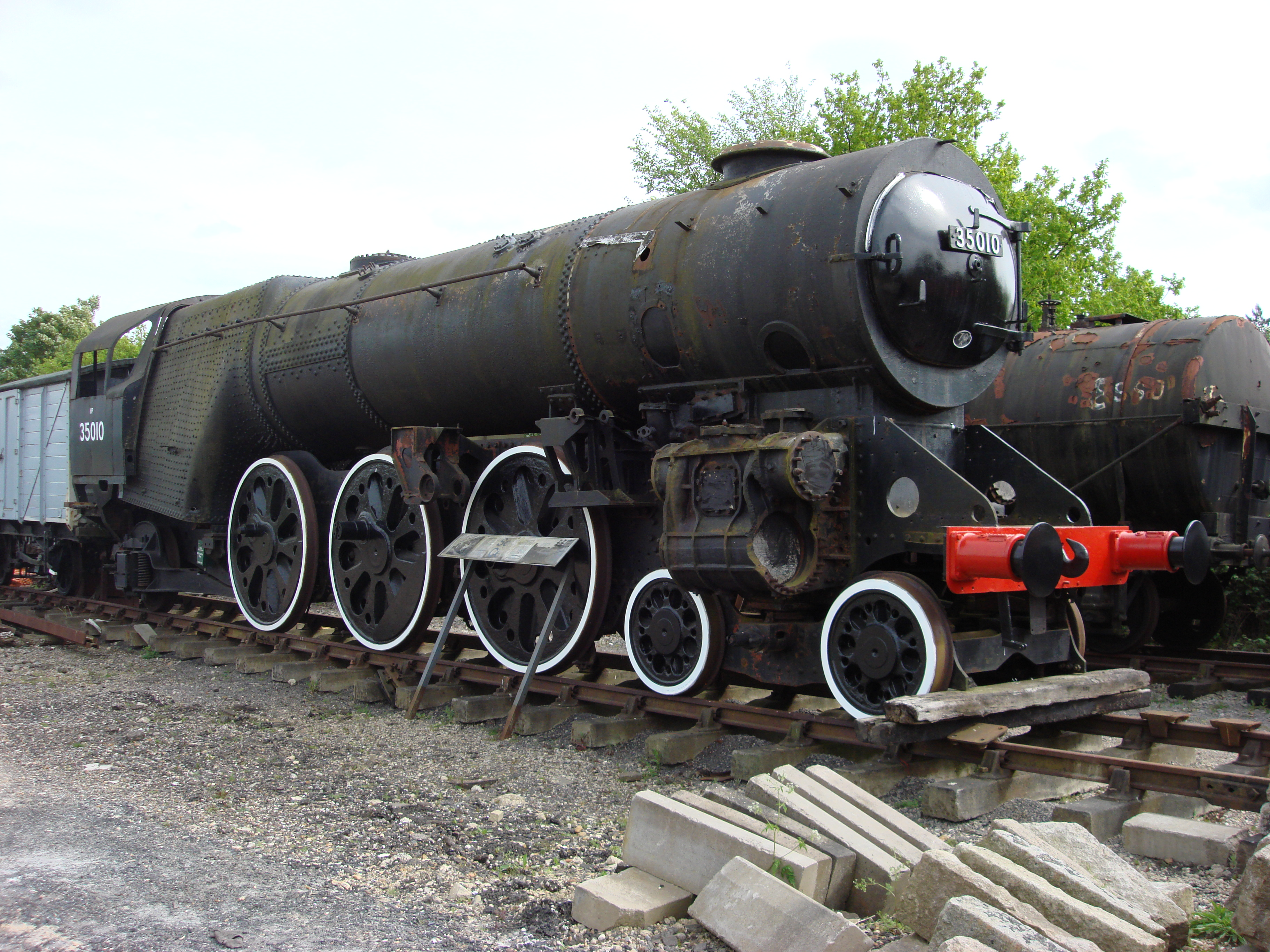
„Blue Star“ vor der Restaurierung

Heute wird eine Museumsbahn betrieben; die Dampflokomotiven haben sich zu einer Touristenattraktion entwickelt.
Der ursprüngliche „Hedingham Station“ war eine Meile entfernt und wurde Stein für Stein abgebaut und an der heutigen Stelle wieder aufgebaut. Das Stellwerk kam aus Cressing. Die Brücke über den Fluss Colne kam im Jahr 1982 von Earls Colne.
Trotz ihrer Kürze ist Colne Valley die Heimat von drei Ex-Mainline-Lokomotiven.

### Dampflokomotiven
- London, Midland and Scottish Railway 4-6-0 „Black Five“ Class Nr. 45293. Derzeit unter Restaurierung
- Southern Railway (UK) 4-6-2 SR Merchant Navy Class Nr. 35010 „Blue Star“. Unrestauriert.
- British War Department 0-6-0ST Austerity Nr. 190 und 200. Nr. 190 In Betrieb Nr. 200 Derzeit unter Restaurierung
- Robert Stephenson and Hawthorns 0-6-0ST Nr. 60 „Jupiter“. In Restaurierung

### Diesellokomotiven
- British Rail 0-6-0 British Rail Class 03 Nrn. D2041 and D2184. In Betrieb.
- Royal Admiralty 0-4-0 Nr. YD43. Nur Ausstellung.
- Andrew Barclay 0-4-0DM Nr. 349/41. In Betrieb.
- D2700 0-4-0DM gebaut von North British Locomotive Co.Ltd., Glasgow 1955 Nr. 27426 (ständige Leihgabe)

### Diverse Diesel-Triebwagen
- British Rail Class 121 Nrn. 55033 und 54287. In Betrieb.
- British Rail Bahnbus Nr. 79978